# لوكاس نواك
لوكاس نواك (بالبولندية: Łukasz Nowak)‏ هو منافس ألعاب قوى بولندي، ولد في 18 ديسمبر 1988 في بوزنان في بولندا.

## وصلات خارجية
- لوكاس نواك على موقع الاتحاد الدولي لألعاب القوى (الإنجليزية)
- لوكاس نواك على موقع الاتحاد الأوروبي لألعاب القوى (الإنجليزية)
- لوكاس نواك على موقع الرابطة البولندية لألعاب القوى (البولندية)
- لوكاس نواك على موقع اللجنة الأولمبية الدولية (الإنجليزية)
- لوكاس نواك على موقع أوليمبيديا (الإنجليزية)
- لوكاس نواك على موقع اللجنة الأولمبية البولندية (مؤرشف) (البولندية)